# マリア様がみてるシリーズのサウンドアルバム
マリア様がみてるシリーズのサウンドアルバム（マリアさまがみてるシリーズのサウンドアルバム）では、今野緒雪著作のライトノベルを原作としたアニメーション『マリア様がみてる』シリーズの音楽に関するCD作品について記述する。

## 項目概要
2004年（平成16年）2月6日に『マリア様がみてる』主題歌CD、同年8月25日には『マリア様がみてる〜春〜』主題歌CDがそれぞれ発売された。
オリジナル・サウンドトラックは、2004年（平成16年）2月25日に『マリア様がみてる』、同年9月24日に『マリア様がみてる〜春〜』が発売された後、2007年（平成19年）3月28日に『マリア様がみてる 3rdシーズン』がさらに発売された。
また、イメージアルバムも、2005年（平成17年）4月22日にvol.1『紅薔薇編』、7月22日にvol.2『黄薔薇編』、9月22日にvol.3『白薔薇編』の全3作が発売された。

## 主題歌CD

### 『マリア様がみてる』主題歌CD
2004年（平成16年）2月6日にリリースされた。発売元・販売元はフロンティアワークス（FCCM-14）
制作協力はランティス、販売協力はジェネオンエンタテインメント。

#### 概要
- オープニングテーマ「pastel pure」とエンディングテーマ「Sonata Blue」のフルサイズ・バージョン2曲に、作曲家・片倉三起也による『マリア様がみてる』劇中BGM4曲を加えた全6曲が収録されている。
- 「Sonata Blue」と「マリア様がみてるのテーマ」のオリジナル・フルサイズ・バージョンが収録されているのは今作のみである。なお、アニメ第2期『マリア様がみてる〜春〜』の放送決定を受け、主題歌である「pastel pure」は、シングルカットおよび原作者・今野緒雪の作詞によりボーカルが付けられ、ALI PROJECTのマキシシングル『pastel pure』としてリリースされている。
- なお、発売日は当初、2004年（平成16年）1月23日の予定だったが一度延期され、2月6日へと変更された。

#### 収録曲
1. pastel pure
テレビアニメ『マリア様がみてる』オープニング主題歌
演奏：加藤高志ストリングス、旭孝、細田真子
作曲：片倉三起也 編曲：平野義久 演奏時間：4分21秒
2. マリア様がみてるのテーマ
『マリア様がみてる』アニメシリーズ イメージテーマソング
演奏：桑野聖ストリングス、旭孝、細田真子、小竹満里
作曲：片倉三起也 編曲：平野義久 演奏時間：3分43秒
3. 祐巳と祥子のテーマ〜二律背反のエレガンス
演奏：桑野聖ストリングス、細田真子
作曲：フランツ・レハール 編曲：片倉三起也、平野義久 演奏時間：1分37秒
4. 切ない想い
演奏：渡辺剛ストリングス、高畠桂、片倉三起也
作曲・編曲：片倉三起也 演奏時間：1分31秒
5. 山百合会
演奏：渡辺剛ストリングス
作曲・編曲：片倉三起也 演奏時間：1分12秒
6. Sonata Blue
テレビアニメ『マリア様がみてる』エンディングテーマ
演奏：加藤高志ストリングス、旭孝、細田真子、斎藤昇
作曲：片倉三起也 編曲：平野義久 演奏時間：5分18秒

### 『マリア様がみてる〜春〜』主題歌CD
『マリア様がみてる〜春〜』の主題歌CDは、ALI PROJECTのシングル『マリア様がみてる〜春〜オープニング主題歌CD「pastel pure」』としてリリースされた。

### 『マリア様がみてる 3rdシーズン』
オープニングテーマは引き続き「pastel pure」（曲のみ）、エンディングテーマでは作詞を今野緒雪、制作はI've、歌手はKOTOKOとなった（各項目を参照）。
- Chercher 〜シャルシェ〜
- きれいな旋律
  - 付属の(アニメバージョン)カバージャケットには福沢祐巳と小笠原祥子が描かれている。

## サウンドトラック

### マリア様がみてる
テレビアニメ『マリア様がみてる』のサウンドトラック。
2004年（平成16年）2月25日にリリースされた。発売元・販売元はフロンティアワークス（FCCM-15）
制作協力はランティス、販売協力はジェネオンエンタテインメント。

#### 概要
・アニメ主題歌「pastel pure」と第1期のエンディングテーマ「Sonata blue」の各テレビサイズおよびアレンジバージョンの他、全35曲を収録
・アニメの中で使用された「マリア様のこころ」は未収録

#### 収録内容
01 pastel pure -TV ver.- （1分33秒）
- 作曲：片倉三起也 編曲：平野義久

02 百面相 （1分22秒）
- 作曲：片倉三起也 編曲：平野義久

03 マリア様がみてるのテーマ〜blue （2分11秒）
- 作曲：片倉三起也 編曲：平野義久

04 マリア様がみてるのテーマ〜emotion （1分17秒）
- 作曲：片倉三起也 編曲：平野義久

05 孤独 （1分18秒）
- 作曲：片倉三起也 編曲：平野義久

06 祐巳と祥子のテーマ〜Original Version （3分23秒）
- 作曲：フランツ・レハール 編曲：片倉三起也、平野義久

07 すれ違い （1分24秒）
- 作曲：片倉三起也 編曲：平野義久

08 胸騒ぎ （1分35秒）
- 作曲：片倉三起也 編曲：平野義久

09 Sonata Blue〜School Days （1分52秒）
- 作曲：片倉三起也 編曲：平野義久

10 delight （1分7秒）
- 作曲：片倉三起也 編曲：片倉三起也
- エンリケ・グラナドスの『12 Danzas españolas: No. 4, Villanesca』が引用されている。

11 pleasant time （53秒）
- 作曲：片倉三起也 編曲：片倉三起也
- エンリケ・グラナドスの『12 Danzas españolas: No. 1, Galante』が引用されている。

12 Sonata Blue〜教室にて （2分14秒）
- 作曲：片倉三起也 編曲：平野義久

13 Sonata Blue〜憧れ （1分51秒）
- 作曲：片倉三起也 編曲：平野義久

14 胸の鼓動 （59秒）
- 作曲・編曲：片倉三起也

15 Tenderness （2分16秒）
- 作曲・編曲：片倉三起也

16 祈り （1分14秒）
- 作曲・編曲：片倉三起也

17 Purity （57秒）
- 作曲・編曲：片倉三起也

18 とまどい （50秒）
- 作曲・編曲：片倉三起也

19 悩める御子たち （1分35秒）
- 作曲・編曲：片倉三起也

20 想い煩い （1分04秒）
- 作曲・編曲：片倉三起也

21 胸のいたみ （1分18秒）
- 作曲・編曲：片倉三起也

22 不安 （1分02秒）
- 作曲・編曲：片倉三起也

23 薔薇の棘 （1分10秒）
- 作曲・編曲：片倉三起也

24 緊急事態 （1分07秒）
- 作曲・編曲：片倉三起也

25 serious affair （1分23秒）
- 作曲・編曲：片倉三起也

26 予感 （1分18秒）
- 作曲・編曲：片倉三起也

27 緊迫 （55秒）
- 作曲・編曲：片倉三起也

28 リリアン学園 （1分01秒）
- 作曲・編曲：片倉三起也

29 愛しき学び舎 （1分37秒）
- 作曲・編曲：片倉三起也

30 薔薇の館 （1分35秒）
- 作曲・編曲：片倉三起也

31 pastel pure〜落日 （1分50秒）
- 作曲：片倉三起也 編曲：平野義久

32 pastel pure〜小さな奇跡 （1分30秒）
- 作曲：片倉三起也 編曲：平野義久

33 pastel pure〜ぬくもり （1分33秒）
- 作曲：片倉三起也 編曲：平野義久

34 いとおしき日々 （2分10秒）
- 作曲：片倉三起也 編曲：片倉三起也

35 Sonata Blue -TV Ver.- （1分09秒）
- 作曲：片倉三起也 編曲：平野義久

### マリア様がみてる〜春〜
テレビアニメ『マリア様がみてる〜春〜』のサウンドトラック。
2004年（平成16年）9月24日にリリースされた。発売元・販売元はフロンティアワークス（FCCM-53）
制作協力はランティス、販売協力はジェネオンエンタテインメント。

#### 概要
- 明るいイメージと暗く切ないイメージの2種類のBGMを中心とした構成となっており、主題歌「pastel pure」のアレンジバージョンを含めた全36曲が収録されている。
- 作中で使用された「マリア様のこころ」は未収録。

#### 収録内容
01 Avant title （33秒）
02 pastel pure〜vocal version -Short mix- （1分34秒）
03 avec ma soeur〜祐巳と祥子 （5分10秒）
04 avec ma soeur〜関係 （1分53秒）
05 祐巳のテーマ〜original version （3分41秒）
- ミハイル・グリンカの『Waltz in B-Flat Major』が引用されている。

06 祐巳のテーマ〜涙 （2分20秒）
07 どうして? （1分36秒）
08 想慕 （2分36秒）
09 友情 （1分33秒）
10 告白 （1分35秒）
11 不安II （1分20秒）
12 惜別 （1分27秒）
13 お疲れさま （2分03秒）
14 大騒ぎ （1分54秒）
15 嬉しい驚き （58秒）
16 ほっと一息 （2分04秒）
17 pastel pure〜オルゴール （1分34秒）
18 期待 （1分16秒）
19 疑心 （1分05秒）
20 緊張 （1分33秒）
21 偵察 （1分30秒）
22 冷たい人 （1分18秒）
23 マリア様のご加護を （1分12秒）
24 謎解き （1分37秒）
25 楽しい一日 （58秒）
26 麗かな日 （2分01秒）
27 もう一度 （1分25秒）
28 bitter tears （1分43秒）
29 similarity （1分29秒）
30 淑寂 （1分55秒）
31 avec ma soeur〜guitar version （1分16秒）
32 ひとり （2分10秒）
33 切ない想い （1分51秒）
34 離ればなれ （1分32秒）
35 絆 （2分19秒）
36 あなたとともに （2分16秒）

### マリア様がみてる 3rdシーズン
テレビアニメ『マリア様がみてる 3rdシーズン』のサウンドトラック。
2007年（平成19年）3月28日にリリースされた。発売元・販売元はフロンティアワークス（FCCM-174）
制作協力はランティスとI've、販売協力はジェネオンエンタテインメント。

#### 概要
・主題歌「pastel pure」のアレンジバージョンをはじめ、収録内容は主にOVA第1巻「子羊たちの休暇」で使用されたBGM、クラシック楽曲4曲、また、KOTOKOが歌う3rdシーズンのエンディングテーマ『Chercher 〜シャルシェ〜』（OVA第1巻・第2巻）『きれいな旋律』（OVA第3巻〜第5巻）のショート（アニメ仕様）バージョンを含めた全18トラックを収録
・祐巳による「マリア様のこころ」は未収録。

#### 収録内容
01 Avant title〜for OVA〜
02 pastel pure〜tranquillite〜
03 ふたりで
04 あこがれ
05 出会い
06 バースディ
07 Chercher 〜シャルシェ〜 -Short Ver.-
歌：KOTOKO
作詞：今野緒雪 作曲・編曲：C.G mix
08 戯れ
09 いたずら
10 つれづれ
11 嫉妬
12 ふたりで〜piano ver.〜
13 空
14 きれいな旋律 -Short Ver.-
歌：KOTOKO
作詞：今野緒雪 作曲：マーティ・フリードマン 編曲：中沢伴行・井内舞子
15 パーティーでのピアノ曲 -ドビュッシー『月の光』より-
16 ゆかりのピアノ曲 -ベートーヴェン『エリーゼのために』より-
17 貴恵子のフルート曲 -ドビュッシー『牧神の午後への前奏曲』より-
18 菊代のマンドリン曲 -ヴィヴァルディ『マンドリン協奏曲ハ長調（RV425）』より-

#### マリア様がみてる 4thシーズン サウンドトラック
マリア様がみてる Complete Blu- ray BOXに特典として同梱

## イメージアルバム

### vol.1 紅薔薇編
『マリア様がみてる〜春〜 イメージアルバムvol.1 紅薔薇編』は、テレビアニメ『マリア様がみてる〜春〜』に登場するキャラクターのうち、福沢祐巳、小笠原祥子、水野蓉子の紅薔薇3姉妹にスポットを当てたサウンドイメージアルバム。原作者の今野緒雪が作詞した紅薔薇姉妹のイメージテーマソング2曲（+オフヴォーカル2曲）、また、各キャラクターをオマージュしたインスト曲3曲収録している。ジャケットには薄紅色のバラが描かれている。
2005年4月22日にリリースされた。発売元・販売元はフロンティアワークス（FCCM-61）
制作協力はランティス、販売協力はジェネオンエンタテインメント。
収録内容
1. 紅薔薇のテーマ
歌：福沢祐巳（植田佳奈）、小笠原祥子（伊藤美紀）、水野蓉子（篠原恵美）
作詞：今野緒雪 作曲・編曲：渡邊美佳
2. 小さな祈り〜祐巳
  - 福沢祐巳のテーマ

作曲・編曲：七瀬光
3. 美しい淑女〜祥子
  - 小笠原祥子のテーマ

作曲・編曲：七瀬光
4. 憧憬〜蓉子
  - 水野蓉子のテーマ

作曲・編曲：七瀬光
5. いつの日にか
歌：植田佳奈、伊藤美紀、篠原恵美
作詞：今野緒雪 作曲：大久保薫 編曲：安瀬聖
6. 紅薔薇のテーマ -off vocal-
7. いつの日にか -off vocal-

### vol.2 黄薔薇編
『マリア様がみてる〜春〜 イメージアルバムvol.2 黄薔薇編』は、テレビアニメ『マリア様がみてる〜春〜』に登場するキャラクターのうち、島津由乃、支倉令、鳥居江利子の黄薔薇3姉妹にスポットを当てたサウンドイメージアルバム。原作者の今野緒雪が作詞した黄薔薇姉妹のイメージテーマソング2曲（+オフヴォーカル2曲）、また、各キャラクターをオマージュしたインスト曲3曲収録している。ジャケットには黄色いバラが描かれている。
2005年7月22日にリリースされた。発売元・販売元はフロンティアワークス（FCCM-62）
制作協力はランティス、販売協力はジェネオンエンタテインメント。
収録内容
1. Ma Soeur…
歌：島津由乃（池澤春菜）、支倉令（伊藤静）、鳥居江利子（生天目仁美）
作詞：今野緒雪 作曲・編曲：渡邉美佳
2. 愛しい笑顔〜由乃
  - 島津由乃のテーマ

作曲・編曲：七瀬光
3. 醒めない夢〜令
  - 支倉令のテーマ

作曲・編曲：七瀬光
4. 心のままに〜江利子
  - 鳥居江利子のテーマ

作曲・編曲：七瀬光
5. 明日晴れたら…
歌：島津由乃（池澤春菜）、支倉令（伊藤静）、鳥居江利子（生天目仁美）
作詞：今野緒雪 作曲・編曲：渡邉美佳
6. Ma Soeur… -off vocal-
7. 明日晴れたら… -off vocal-

### vol.3 白薔薇編
『マリア様がみてる〜春〜 イメージアルバムvol.3 白薔薇編』は、テレビアニメ『マリア様がみてる〜春〜』に登場するキャラクターのうち、藤堂志摩子、佐藤聖、二条乃梨子の白薔薇3姉妹にスポットを当てたサウンドイメージアルバム。原作者の今野緒雪が作詞した白薔薇姉妹のイメージテーマソング2曲（+オフヴォーカル2曲）、また、各キャラクターをオマージュしたインスト曲3曲収録している。ジャケットには白いバラが描かれている。
2005年9月22日にリリースされた。発売元・販売元はフロンティアワークス（FCCM-63）
制作協力はランティス、販売協力はジェネオンエンタテインメント。
収録内容
1. 片手だけつないで
歌：藤堂志摩子（能登麻美子）、佐藤聖（豊口めぐみ）、二条乃梨子（清水香里）
作詞：今野緒雪 作曲：渡邉美佳 編曲：大久保薫
2. 春風〜志摩子
  - 藤堂志摩子のテーマ

作曲・編曲：七瀬光
3. めぐり逢い〜聖
  - 佐藤聖のテーマ

作曲・編曲：七瀬光
4. ふたりの秘密〜乃梨子
  - 二条乃梨子のテーマ

作曲・編曲：七瀬光
5. 翼
歌：藤堂志摩子（能登麻美子）、佐藤聖（豊口めぐみ）、二条乃梨子（清水香里）
作詞：今野緒雪 作曲・編曲：渡邉美佳
6. 片手だけつないで -off vocal-
7. 翼 -off vocal-